# 瓦蒂略
瓦蒂略（法語：Vatilieu，法語發音：[vatiljø]）是法国伊泽尔省的一个市镇，属于格勒诺布尔区。

## 地理
瓦蒂略（45°15'22"N, 5°24'38"E）面积9.22 平方千米，位于法国奥弗涅-罗讷-阿尔卑斯大区伊泽尔省，该省份为法国东南部内陆省份，北起顺时针与安省、萨瓦省、上阿尔卑斯省、德龙省、阿尔代什省、卢瓦尔省和罗讷省。
与瓦蒂略接壤的市镇（或旧市镇、城区）包括：尚泰斯、克拉、塞尔-内尔波勒、诺特雷-当德洛谢、坎雪。

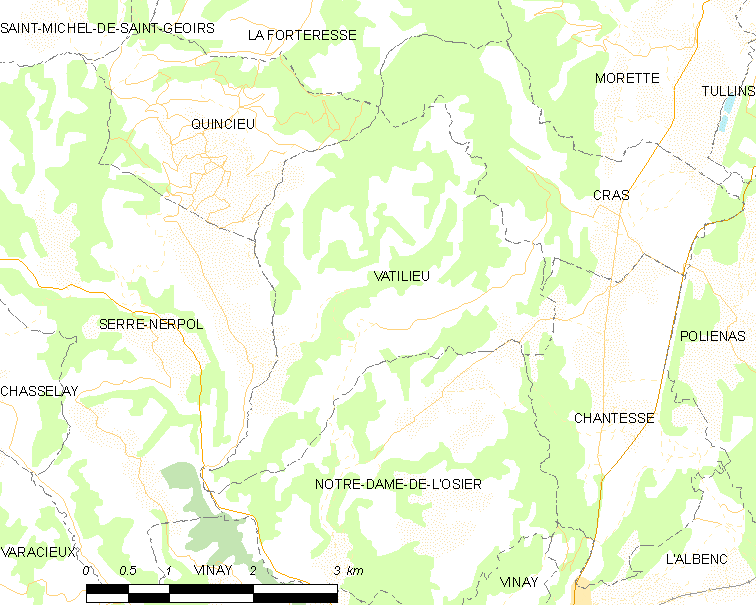
瓦蒂略的OSM定位图

瓦蒂略的时区为UTC+01:00、UTC+02:00（夏令时）。

## 行政
瓦蒂略的邮政编码为38470，INSEE市镇编码为38526。

## 政治
瓦蒂略所属的省级选区为南格雷西沃当县。

## 人口

1962-2008年间瓦蒂略人口变化图示

瓦蒂略于2022年1月1日时的人口数量为367人。